# 内温·加尔马里尼
内温·加尔马里尼（德語：Nevin Galmarini，1986年12月4日—），瑞士男子单板滑雪运动员。他曾代表瑞士参加2010年、2014年、2018年和2022年冬季奥林匹克运动会单板滑雪比赛，获得一枚金牌和一枚银牌。